# Viburnum molinae
Viburnum molinae là một loài thực vật thuộc họ Caprifoliaceae. Đây là loài đặc hữu của Honduras.